# Bagelenan
Bagelenan is een bestuurslaag in het regentschap Blitar van de provincie Oost-Java, Indonesië. Bagelenan telt 3322 inwoners (volkstelling 2010).